# Анауриландия
Анауриландия (порт. Anaurilândia) — муниципалитет в Бразилии, входит в штат Мату-Гросу-ду-Сул. Составная часть мезорегиона Восток штата Мату-Гроссу-ду-Сул. Входит в экономико-статистический микрорегион Нова-Андрадина. Население составляет 8461 человек на 2006 год. Занимает площадь 3395,540 км². Плотность населения — 2,5 чел./км².
Праздник города — 11 ноября. 

## История
Город основан в 1963 году.

## Статистика
- Валовой внутренний продукт на 2003 год составляет 84 208 768,00 реалов (данные: Бразильский институт географии и статистики).
- Валовой внутренний продукт на душу населения на 2003 год составляет 10 233,17 реала (данные: Бразильский институт географии и статистики).
- Индекс развития человеческого потенциала на 2000 год составляет 0,720 (данные: Программа развития ООН).